# Virginie Lou-Nony
Pour les articles homonymes, voir Lou.
Virginie Lou, écrivaine, née à Poitiers le 9 juillet 1954, est l'auteure de sept romans et de nombreux livres pour les enfants. Elle a participé à la création et au développement de l'Aleph, qui est devenu une référence en matière d'ateliers d'écriture. Depuis plusieurs années, elle anime en son nom personnel et gère des ateliers dans la région de Béziers, où elle réside.

## Œuvre

### Romans
- Décharges (Actes Sud, 2012)
- Allegro furioso (Joëlle Losfeld, 2007)
- De la vie et autres chienneries (Joëlle Losfeld, 2005)
- Guerres froides (Actes Sud, 2004)
- L'œil du barbare (Actes Sud, 2002)
- Œil pour œil (La Musardine, 1998; Pocket 1999)
- Eloge de la lumière au temps des dinosaures (Actes Sud, 1996; Babel 2001; Prix du Premier Roman, décerné à Chambéry en 1996)  (ISBN 2742734074)

### Livres pour les jeunes
- Les Pacom, 4 histoires inédites (avec Joseph Périgot, littératures, 2007)
- J'ai pensé à vous tous les jours (avec Virginie Lou-Nony,Joseph Périgot, 2002)
- Les Pacom 12 titres (avec Joseph Périgot, Fayard, 2001-2002)
- Un papillon dans la peau (Gallimard, 2000)
- La violence, carton rouge (Actes Sud, 1999)
- Les aventuriers du silence (Actes Sud, 1998)
- La vie en rose (Gallimard, 1998)
- La grande réserve (Actes Sud, 1998)
- Marguerite et la politique (Actes Sud, 1998)
- Le miniaturiste (Gallimard, 1996)
- Un amour de bisou (Actes Sud, 1996)
- Marguerite et la métaphysique (Actes Sud, 1996)
- Contes de l'Europe (4 t., Casterman, 1992-95)
- Le prophète (Syros, 1992)
- Un amour impossible (Syros, 1991)
- Les saisons dangereuses (Syros, 1990, 2006)
- Je suis le lion (Magnard, 1990)
- Je n'ai pas peur de l'aspirateur (Magnard, 1990)
- Je ne suis pas un singe (Syros, 1989, Prix Polar Jeunes; Pocket Junior, 1999)

### Non fiction
- Ce qui ne peut se dire (Actes Sud, 2014)

### Radio
- La vision Christine (NRJ, 2003)
- Le trouble-fête (NRJ, 2003)
- Le prix de la grâce (NRJ, 2004)

### Théâtre
- Faust ou la tragédie du savant (Cie Parnas, 2003)
- Le ventre de Nina (Compagnie DF, 2006)